# Valeria Șterbeț
Valeria Șterbeț (n. 15 noiembrie 1946, satul Miciurin, raionul Drochia) este o juristă din Republica Moldova, care a îndeplinit funcția de ministru al justiției (1999-2001).

## Biografie
Valeria Șterbeț s-a născut la data de 15 noiembrie 1946, în satul Miciurin din raionul Drochia (RSSM). După absolvirea în anul 1966 cu diplomă de merit a Școlii pedagogice din Soroca, a lucrat timp de un an ca profesoară la Școala medie din satul Rădenii Vechi, raionul Ungheni. Urmează între anii 1967-1972 studii superioare la Facultatea de Drept a Universității de Stat din Moldova, pe care o absolvește tot cu diplomă de merit. A obținut ulterior titlul științific de doctor în drept constituțional (2003).
După absolvirea facultății, este angajată consultant superior la Ministerul Justiției, apoi profesează ca judecător și  președinte al Judecătoriei raionului Ungheni (1973-1984). În anul 1984 este transferată ca judecătoare la Judecătoria Supremă a RSSM (care s-a transformat în anul 1996 în Curtea Supremă de Justiție a Republicii Moldova), devenind apoi vicepreședinta Curții (1998-1999). În paralel cu activitatea de judecătoare, între anii 1995 și 1997 a fost și secretar al Comisiei Electorale Centrale.
Valeria Șterbeț a îndeplinit funcția de ministru al justiției în guvernul format de Dumitru Braghiș (21 decembrie 1999 - 19 aprilie 2001). Revine în magistratură în anul 2001, fiind numită în funcțiile de președinte al Curții Supreme de Justiție și președinte al Consiliului Superior al Magistraturii (2001-2005). În anul 2005 a fost reconfirmată ca președinte al Curții Supreme de Justiție.
La data de 15 februarie 2007, Valeria Șterbeț a fost numită în funcția de judecător al Curții Constituționale a Republicii Moldova pentru un mandat de 6 ani. Ea deține gradul superior de calificare al judecătorului.
În perioada în care a lucrat la Curtea Supremă de Justiție, Valeria Șterbeț a participat la elaborarea legislației naționale a Republicii Moldova. Ea a participat la un șir de conferințe internaționale, regionale și naționale, inclusiv la Congresul X al Organizației Națiunilor Unite. Pentru aceste merite, a fost distinsă cu medalia „Meritul Civic” (1996), Ordinul „Gloria Muncii” (2001) și Ordinul Republicii (2006).
Ea este căsătorită și are un copil.

## Lucrări publicate
Valeria Șterbeț a publicat în calitate de autor sau coautor următoarele lucrări:
- Reforma judiciară și de drept în Republica Moldova – realizări, probleme, perspective (2004)
- Comentariul Codului penal (2005)
- Comentariul Codului de procedură penală (2005)
- Culegere de hotărîri explicative ale Plenului Curții Supreme de Justiție (2006)
- Ghidul judecătorului (2006)
- Curtea Supremă de Justiție – 10 ani de la înființare (2006)
- Manualul judecătorului la examinarea pricinilor civile (2006) etc.